# Canoa/kayak ai Giochi della XV Olimpiade
Le competizioni della canoa/kayak dei Giochi della XV Olimpiade si sono svolte i giorni 27 e 28 luglio 1952  al bacino del Taivallahti a Helsinki.
Come a Londra 1948 si sono disputati nove eventi, otto maschili e uno femminile.

## Calendario
| Canoa/kayak ai Giochi della XV Olimpiade | Canoa/kayak ai Giochi della XV Olimpiade | Canoa/kayak ai Giochi della XV Olimpiade | Canoa/kayak ai Giochi della XV Olimpiade | Canoa/kayak ai Giochi della XV Olimpiade | Canoa/kayak ai Giochi della XV Olimpiade | Canoa/kayak ai Giochi della XV Olimpiade | Canoa/kayak ai Giochi della XV Olimpiade | Canoa/kayak ai Giochi della XV Olimpiade | Canoa/kayak ai Giochi della XV Olimpiade | Canoa/kayak ai Giochi della XV Olimpiade | Canoa/kayak ai Giochi della XV Olimpiade | Canoa/kayak ai Giochi della XV Olimpiade | Canoa/kayak ai Giochi della XV Olimpiade | Canoa/kayak ai Giochi della XV Olimpiade | Canoa/kayak ai Giochi della XV Olimpiade | Canoa/kayak ai Giochi della XV Olimpiade | Canoa/kayak ai Giochi della XV Olimpiade |
| Eventi / Giorni                          | Luglio/Agosto 1952                       | Luglio/Agosto 1952                       | Luglio/Agosto 1952                       | Luglio/Agosto 1952                       | Luglio/Agosto 1952                       | Luglio/Agosto 1952                       | Luglio/Agosto 1952                       | Luglio/Agosto 1952                       | Luglio/Agosto 1952                       | Luglio/Agosto 1952                       | Luglio/Agosto 1952                       | Luglio/Agosto 1952                       | Luglio/Agosto 1952                       | Luglio/Agosto 1952                       | Luglio/Agosto 1952                       | Luglio/Agosto 1952                       | Luglio/Agosto 1952                       |
| Eventi / Giorni                          | 19                                       | 20                                       | 21                                       | 22                                       | 23                                       | 24                                       | 25                                       | 26                                       | 27                                       | 28                                       | 29                                       | 30                                       | 31                                       | 1                                        | 2                                        | 3                                        |                                          |
| ---------------------------------------- | ---------------------------------------- | ---------------------------------------- | ---------------------------------------- | ---------------------------------------- | ---------------------------------------- | ---------------------------------------- | ---------------------------------------- | ---------------------------------------- | ---------------------------------------- | ---------------------------------------- | ---------------------------------------- | ---------------------------------------- | ---------------------------------------- | ---------------------------------------- | ---------------------------------------- | ---------------------------------------- | ---------------------------------------- |
| Gare maschili                            |                                          |                                          |                                          |                                          |                                          |                                          |                                          |                                          |                                          |                                          |                                          |                                          |                                          |                                          |                                          |                                          |                                          |
| C1 1000 m.                               |                                          |                                          |                                          |                                          |                                          |                                          |                                          |                                          |                                          | Finale                                   |                                          |                                          |                                          |                                          |                                          |                                          |                                          |
| C2 1000 m.                               |                                          |                                          |                                          |                                          |                                          |                                          |                                          |                                          |                                          | Finale                                   |                                          |                                          |                                          |                                          |                                          |                                          |                                          |
| C1 10000 m.                              |                                          |                                          |                                          |                                          |                                          |                                          |                                          |                                          | Finale                                   |                                          |                                          |                                          |                                          |                                          |                                          |                                          |                                          |
| C2 10000 m.                              |                                          |                                          |                                          |                                          |                                          |                                          |                                          |                                          | Finale                                   |                                          |                                          |                                          |                                          |                                          |                                          |                                          |                                          |
| K1 1000 m.                               |                                          |                                          |                                          |                                          |                                          |                                          |                                          |                                          |                                          | Finale                                   |                                          |                                          |                                          |                                          |                                          |                                          |                                          |
| K2 1000 m.                               |                                          |                                          |                                          |                                          |                                          |                                          |                                          |                                          |                                          | Finale                                   |                                          |                                          |                                          |                                          |                                          |                                          |                                          |
| K1 10000 m.                              |                                          |                                          |                                          |                                          |                                          |                                          |                                          |                                          | Finale                                   |                                          |                                          |                                          |                                          |                                          |                                          |                                          |                                          |
| K2 10000 m.                              |                                          |                                          |                                          |                                          |                                          |                                          |                                          |                                          | Finale                                   |                                          |                                          |                                          |                                          |                                          |                                          |                                          |                                          |
| Gare femminili                           |                                          |                                          |                                          |                                          |                                          |                                          |                                          |                                          |                                          |                                          |                                          |                                          |                                          |                                          |                                          |                                          |                                          |
| K1 500 m.                                |                                          |                                          |                                          |                                          |                                          |                                          |                                          |                                          |                                          | Finale                                   |                                          |                                          |                                          |                                          |                                          |                                          |                                          |

## Podi
| Evento                    | Oro                                  | Perform. | Argento                                       | Perform. | Bronzo                                     | Perform. |
| Gare maschili             |                                      |          |                                               |          |                                            |          |
| C1 1000 metri (dettagli)  | Josef Holeček                        | 4'56"3   | János Parti                                   | 5'03"6   | Olavi Ojanperä                             | 5'08"5   |
| C2 1000 metri (dettagli)  | Danimarca Peder Rasch Finn Haunstoft | 4'38"3   | Cecoslovacchia Jan Brzák-Felix Bohumil Kudrna | 4'42"9   | Germania Egon Drews Wilfried Soltau        | 4'48"3   |
| C1 10000 metri (dettagli) | Frank Havens                         | 57'41"1  | Gábor Novák                                   | 57'49"2  | Alfréd Jindra                              | 57'53"1  |
| C2 10000 metri (dettagli) | Francia Georges Turlier Jean Laudet  | 54'08"3  | Canada Kenneth Lane Donald Hawgood            | 54'09"9  | Germania Egon Drews Wilfried Soltau        | 54'28"1  |
| K1 1000 metri (dettagli)  | Gert Fredriksson                     | 4'07"9   | Thorvald Strömberg                            | 4'09"7   | Louis Gantois                              | 4'20"1   |
| K2 1000 metri (dettagli)  | Finlandia Kurt Wires Yrjö Hietanen   | 3'51"1   | Svezia Lars Glassér Ingemar Hedberg           | 3'51"1   | Austria Maximilian Raub Herbert Wiedermann | 3'51"4   |
| K1 10000 metri (dettagli) | Thorvald Strömberg                   | 47'22"8  | Gert Fredriksson                              | 47'34"1  | Michel Scheuer                             | 47'54"5  |
| K2 10000 metri (dettagli) | Finlandia Kurt Wires Yrjö Hietanen   | 44'21"3  | Svezia Gunnar Åkerlund Hans Wetterström       | 44'21"7  | Ungheria Ferenc Varga József Gurovits      | 44'26"6  |
| Gare femminili            |                                      |          |                                               |          |                                            |          |
| K1 500 metri (dettagli)   | Sylvi Saimo                          | 2'18"4   | Gertrude Liebhart                             | 2'18"8   | Nina Savina                                | 2'21"6   |

## Medagliere
| Posizione | Paese            |   |   |   | Totale |
| --------- | ---------------- | - | - | - | ------ |
| 1         | Finlandia        | 4 | 1 | 1 | 6      |
| 2         | Svezia           | 1 | 3 | 0 | 4      |
| 3         | Cecoslovacchia   | 1 | 1 | 1 | 3      |
| 4         | Francia          | 1 | 0 | 1 | 2      |
| 5         | Stati Uniti      | 1 | 0 | 0 | 1      |
| 5         | Danimarca        | 1 | 0 | 0 | 1      |
| 7         | Ungheria         | 0 | 2 | 1 | 3      |
| 8         | Austria          | 0 | 1 | 1 | 2      |
| 9         | Canada           | 0 | 1 | 0 | 1      |
| 10        | Germania         | 0 | 0 | 3 | 3      |
| 11        | Unione Sovietica | 0 | 0 | 1 | 1      |
| Totale    | Totale           | 9 | 9 | 9 | 27     |